# Portunhos
Portunhos is een plaats (freguesia) in de Portugese gemeente Cantanhede en telt 1 228 inwoners (2001).